# Sap-en-Auge
Sap-en-Auge é uma comuna francesa na região administrativa da Normandia, no departamento de Orne. Estende-se por uma área de 29.98 km². Em 2010 a comuna tinha 967 habitantes (densidade: 32,3 hab./km²).
Foi criada em 1 de janeiro de 2016, a partir da fusão das antigas comunas de Orville e Le Sap (sede da comuna).